# تاکافومی کانازاوا
تاکافومی کانازاوا (انگلیسی: Takafumi Kanazawa؛ زادهٔ ۲۵ آوریل ۱۹۸۱) بازیکن فوتبال اهل ژاپن است.